# 월산사 (함평군)
월산사(月山祠)는 전라남도 함평군 대동면 향교리 남교마을 426번지에 위치한 사당이다. 2020년 12월 27일 함평군의 향토문화유산 제1호로 지정되었다.

## 개요
월산사(月山祠)는 충무공 이순신(李舜臣, 1545~1598)과 칠실 이덕일(李德一, 1561~1622)을 제향하는 사당이다. 1712년(숙종 38년) 이덕일의 사당이 대동면 학동마을에 건립되면서 함께 만들어진 것으로 추정되며 사당 1동과 서재, 강당, 유허비 등으로 이루어져 있다.